# ライブシアター銀映
ライブシアター銀映（ライブシアターぎんえい）は、かつて愛知県名古屋市東区新出来にあったストリップ劇場。客席数117席。

## 歴史
旧称は名古屋銀映（なごやぎんえい）。元々は映画館として使用していた建物を改装してストリップ劇場を開場したとされる。
2001年（平成13年）に系列劇場である岡崎銀映（愛知県岡崎市）が閉館すると、ライブシアター銀映に改称した。
2010年（平成22年）7月3日、同年10月31日をもって営業を終了すると告知した。2010年（平成22年）10月31日、告知通りに営業を終了。なお、最後に舞ったダンサーは五木麗菜だった。これにより愛知県最後のストリップ劇場が姿を消したが、最終日には立ち見客も出る盛況となり、翌日の中日新聞やラジオ番組でも「惜しまれつつ閉館」と報道されるなど、一般ニュースとしても取り上げられていた。
2010年（平成22年）11月中までに、劇場の建物（付随する看板なども含む）は全て取り壊された。跡地は一旦更地となった後、コンビニエンスストアが建てられ、2011年（平成23年）2月に開店した。

## 公演
ステージ・観客席共にストリップ劇場としては大変広く、また照明・音響等の設備面も優れており、ストリップ劇場のハード面としては全国屈指レベルであった。また中央の出べそ（回転盆）はステージより数十センチ高く設置されているという全国的にも非常に珍しい構造であった。2か所あるロビーも広くゆったりとしており、また大都市圏のストリップ劇場としては珍しく、同一敷地内に無料駐車場が設置されていた。
その反面、他の大手ストリップ劇場と異なりいわゆる劇場専属の踊り子は全く所属しておらず、また劇場の経営方針として極力ギャラの安く済む踊り子を中心に出演依頼をしていたことなどから一時期は出演香盤のマンネリ化が指摘されていたが、2006年に入ってから篠崎ひめや吉野サリーなど他劇場の人気踊り子が初来演するなど、徐々にではあるが香盤面も力を入れつつあった。また、女性・カップルを優先する席の設定も行われた。
劇場の付近一帯は閑静な住宅街であり、また近隣には徳川園、東海高校、旭丘高校などが所在する市内有数の文教地域でもある。このため付近住民への配慮から香盤の時間進行には非常にシビアであり、時として予定終演時間よりも早く終了する場合があるため来場の際には注意を要した。

## 交通アクセス
- 名古屋市営バス基幹2号系統出来町線 徳川園新出来停留所下車すぐ
- JR中央本線・名古屋市営地下鉄名城線・名古屋鉄道瀬戸線・名古屋ガイドウェイバスガイドウェイバス志段味線（ゆとりーとライン） 大曽根駅徒歩約10分
- 名古屋市営地下鉄桜通線 車道駅徒歩約10分